# Julien Stopyra
Julien Stopyra (* 10. Januar 1933 in Montceau-les-Mines; † 25. Januar 2015 in Guidel) war ein französischer Fußballspieler.

## Sportlicher Werdegang
Der Stürmer Stopyra begann seine Spielerlaufbahn bei der US Blanzy-Montceau in der höchsten Amateurklasse, von wo er bereits im jugendlichen Alter von 18 Jahren 1951 zum RC Lens wechselte, der zwei Jahre vorher in die Division 1 aufgestiegen war. Nachdem er sich in seiner zweiten Spielzeit als Stammspieler etabliert hatte und in 33 Saisonspielen neun Tore erzielt hatte, avancierte er in der folgenden Spielzeit zu einem regelrechten Goalgetter und war mit 17 Toren einer der erfolgreichsten Angriffsspieler der französischen Meisterschaft. Während der Klub mit Spielern wie Maryan Wisnieski, Michel Stievenard, dem Österreicher Olympioniken von 1948 Erich Habitzl und dem vormaligen schwedischen Auswahlspieler Egon Jönsson (Fußballspieler, 1926) eine neue Angriffsreihe initiierte, die dem Arbeiterverein eine goldene Ära mit mehreren Vizemeisterschaften bescherte, wechselte er 1954 innerhalb der französischen Eliteklasse zum AS Monaco. Dort war der nur 1,66 Meter große Offensivspieler nicht mehr so torgefährlich wie bei seiner vorherigen Station. Nach einem 14. Tabellenrang im ersten Jahr schaffte er mit dem Klub 1956 als Tabellendritter – er selbst hatte im Saisonverlauf neun Tore erzielt – die bis dato beste Platzierung der Vereinsgeschichte.
1957 zog Stopyra zum zweimaligen französischen Meister FC Sochaux weiter, für den er drei Spielzeiten in der Division 1 bestreiten sollte. 1959 stand er mit der Mannschaft im Endspiel um die Coupe de France 1958/59 gegen den Le Havre AC, das erst in einem Wiederholungsspiel entschieden wurde. Nach einem 2:2-Unentschieden nach Verlängerung im regulären Finalspiel, bei dem der vermeintliche 3:2-Führungstreffer seines Mannschaftskameraden Yngve Brodd wegen des von Schiedsrichter Jean-Louis Groppi in den Schuss hinein erfolgten Halbzeitpfiffs der Verlängerung keine Anerkennung fand, musste sich die Mannschaft um Mannschaftskapitän René Gardien in der zwei Wochen später angesetzten Neuauflage deutlich mit einer 0:3-Niederlage geschlagen geben. In der folgenden Spielzeit stieg sie auf dem viertletzten Tabellenplatz liegend in die zweitklassige Division 2 ab. 
Stopyra wechselte nach dem Abstieg zu AS Troyes, wo er im Oktober 1960 zu einem Länderspieleinsatz für die Equipe tricolore kam. Das Aufeinandertreffen mit der Schweizer Nationalmannschaft verlor die französische Auswahl mit 2:6. Bei seinem neuen Klub ereilte ihn jedoch am Ende seiner ersten Spielzeit das gleiche Schicksal und als Tabellenletzter mit nur fünf Saisonsiegen erfolgte der Gang in die Zweitklassigkeit. Als Tabellenfünfter verpasste er mit der Mannschaft knapp den direkten Wiederaufstieg, zudem verpasste er mit 20 Saisontoren um einen Treffer hinter Serge Masnaghetti liegend die Auszeichnung als Torschützenkönig. Im Sommer 1961 wechselte er zu Olympique Marseille, der Klub war als Tabellenvierter mit drei Punkten Vorsprung auf Troyes in die Division 1 aufgestiegen. Hier währte sein Aufenthalt nur kurz, nach nur einem halben Jahr zog er zum im Abstiegskampf befindlichen Mitaufsteiger FC Grenoble weiter. Hier stieg er zum dritten Mal in seiner Laufbahn aus der ersten Spielklasse ab, erneut verpasste er als Tabellensechster den Wiederaufstieg. Anschließend ließ er bei US Forbach zwei Jahre in der Division 2 auf, ehe er beim FC Lorient im Amateurbereich seine aktive Laufbahn ausklingen ließ.
Ab 1967 war Stopyra Spielertrainer beim Amateurklub FC Dieppe. 1970 übernahm er das Traineramt bei USSC Redon.
Stopyras Sohn Yannick war ebenfalls Fußballspieler und nahm unter anderem an der WM-Endrunde 1986 teil, bei der Frankreich als Dritter eine Medaille holte.
| Personendaten    | Personendaten                |
| ---------------- | ---------------------------- |
| NAME             | Stopyra, Julien              |
| KURZBESCHREIBUNG | französischer Fußballspieler |
| GEBURTSDATUM     | 10. Januar 1933              |
| GEBURTSORT       | Montceau-les-Mines           |
| STERBEDATUM      | 25. Januar 2015              |
| STERBEORT        | Guidel                       |